# Raimo Lintuniemi
Raimo Lintuniemi, född 12 april 1934 i Helsingfors, död 24 september 2000 i Helsingfors, var en finländsk ekonom som också arbetade som programledare i TV.
Lintuniemi tog sin studentexamen 1953 och tog examen i ekonomi 1965. Han var anställd vid Huoneistokeskus Oy 1956–1961, Radiotukku 1961–1968 och var informationssekreterare vid Kesko Oy 1968–1970. Från 1970 till 1999 var Lintuniemi ombudsman för tobaksproducenternas förening i Finland. I denna roll väckte han kontrovers genom att förringa hälsoeffekterna av tobaksrökning, inklusive i Pentti Aho-tobaksrättegången.
Förutom sin huvudsysska innehade Lintuniemi uppdrag som programledare i många TV- och radioprogram, konserter och festtillställningar. Han var också medlem i MTV:s Levyraate-program. Han var en av de mest framträdande experterna på operettmusik i Finland.